# Mattia Binotto
Mattia Binotto (Lausanne, 3 november 1969) is een Italiaans ingenieur en teambaas van Scuderia Ferrari vanaf 2019 tot en met 2022.

## Carrière
Binotto studeerde af in Voertuigtechniek op bachelorniveau aan de École Polytechnique Fédérale de Lausanne in 1994 en behaalde later een Master in Motorvoertuigtechniek aan de Universiteit van Modena en Reggio Emilia. In 1995 trad hij toe tot Scuderia Ferrari binnen de motorafdeling als ingenieur. Hij maakte deel uit van het team tijdens de succesvolle jaren 2000, samen met F1-coureur Michael Schumacher die op hetzelfde moment bij Ferrari kwam. In 2013 werd hij verantwoordelijk voor de motorafdeling, voordat hij op 27 juli 2016 werd benoemd tot Chief Technical Officer van Ferrari, ter vervanging van James Allison. Tijdens Binotto's twee jaar als technisch directeur wedijverde Ferrari opnieuw voor de overwinningen. In 2019 werd hij gepromoveerd tot teambaas ter vervanging van Maurizio Arrivabene die het team verliet.
In november 2022 liet Binotto weten dat hij -na een tumultueus verlopen seizoen- vertrekt als teambaas bij Ferrari.